# 11022 Serio
11022 Serio eller 1986 EJ1 är en asteroid i huvudbältet som upptäcktes den 5 mars 1986 av den amerikanske astronomen Edward L.G. Bowell vid Anderson Mesa Station. Den är uppkallad efter astronomen Salvatore Serio.
Asteroiden har en diameter på ungefär 9 kilometer.